# Adán Monte
Adán Ariel Monte – argentyński zapaśnik walczący w stylu klasycznym. Siódmy na igrzyskach Ameryki Południowej w 2014. Piąty na mistrzostwach panamerykańskich w 2013. Wicemistrz Ameryki Południowej w 2015 roku.